# 鍋島茂昌
鍋島 茂昌（なべしま しげはる）は、江戸時代後期の武士。肥前国佐賀藩士。武雄鍋島家第10代当主。第29代佐賀藩自治領武雄領主。文献の中では鍋島上総の名で呼ばれることが多い。
安政6年（1859年）、佐賀藩の請役（藩務を総理する執政職）に就任し、戊辰戦争に際しては近代化された武雄領兵を率いて渡海し、窮地に陥っていた新政府側の久保田藩を救援し、奥羽越列藩同盟の精鋭庄内藩に勝利するなど勲功を挙げる。しかし封建的な性格のため、兵部省出仕の招請を断り武雄に隠棲、明治7年（1874年）の佐賀の乱に際しては、乱への加担を断る。明治30年（1897年）、男爵となる。

## 生涯

### 佐賀藩政への関与
天保3年（1832年）、28代武雄領主・鍋島茂義の子として誕生。天保10年（1839年）、7歳で家督を相続。嘉永6年（1853年）及び嘉永7年（1854年）に、ロシアのエフィム・プチャーチンが長崎に来航したとき、長崎警護のため長崎に行く。さらに、安政2年（1855年）、前年に日英和親条約を結んだばかりのイギリスのジェームズ・スターリングが長崎に再び来航したときも、長崎警護のため長崎に行っている。
安政6年（1859年）、25年の長きにわたって請役を務めた須古鍋島家13代当主・鍋島茂真の後を受け、佐賀藩の請役に就任する。ただしその任命は、鍋島直正公伝によると、茂昌は「朴強武毅の人であり学識は乏しくもともと変化の時局を制する器にはないが、事態を悪化させるような軽はずみな行動はとらない」ためという消極的な理由であったとされている。
元治元年（1864年）、禁門の変に際し佐賀藩兵100人を率いて上洛する。元治2年（1865年）に請役を辞任。慶応元年12月(1866年1月）、第二次長州征討に際して佐賀藩兵を率い、北九州の若松まで出征する。慶応2年（1866年）、再び佐賀藩の請役に就任し、戊辰戦争を迎えることになる。

### 戊辰戦争への出征
戊辰戦争の開始となる慶応4年（1868年）1月3日の鳥羽・伏見の戦いに先立つこと約1年前の慶応2年（1866年）11月以降、茂昌は約6万両という大金を出して、スペンサー銃600挺やアームストロング砲10門といった大量の最新式兵器を外国から購入し、武雄領兵の軍備を日本でも最強のものとしていった。明治3年から4年にかけて行われた武器調べによれば、武雄領では大砲17門、小銃850挺を所有していた。
このように着々と軍備を強化していく中、慶応4年（1868年）5月、朝廷より藩主・直正に対し、茂昌を速やかに関東に出陣させよ、との命が届く。茂昌は4大隊839人、アームストロング砲4門、フランスボーム砲2門、野砲4門、スペンサー銃も全員に配給するなどの重装備で、6月28日、直正のいる横浜に向けて出発する。
7月4日に神戸に到着すると、朝廷から新潟に行き先変更するよう命じられた。さらに、再出発準備中に、奥羽越列藩同盟を抜け新政府軍について敵陣中に孤立した久保田藩の救援のため、秋田への行き先変更が命じられた。茂昌は明治天皇に拝謁した後、7月22日、神戸を出発、28日に秋田の土崎港に上陸、秋田新屋に陣を構える。
庄内藩を攻めるため、他の新政府軍とともに8月3日に新屋から海沿いに南に進出した。しかしながら、庄内藩は酒田の大地主本間家の献金を元に、最新式銃スナイダー銃などを購入し、士気も高い強藩であった。このため、8月5日、秋田から南に約50kmの平沢における戦闘で、庄内藩兵に敗退し、秋田から南に8kmの長浜まで退却を余儀なくされる。
8月18日、庄内藩兵は秋田への進軍のため、新政府軍に総攻撃をかけるが、新政府軍も反撃し攻防は一進一退に陥る。9月12日、庄内藩兵は秋田に向け再度総攻撃をかけたが、このときは武雄領兵の持つ大砲が威力を発揮し、この攻撃を防ぐ。9月20日、奥羽越列藩同盟が劣勢となったために、庄内藩兵は撤退を開始し、茂昌率いる武雄領兵は久保田藩兵と共に庄内藩兵を追撃する。27日には現在の秋田・山形県境で庄内藩兵と戦闘となったが、同日、庄内藩主酒井忠篤が鶴岡城を出て新政府軍に正式降伏したことから、28日に戦闘は停止され、10月2日、武雄領兵は戦闘を行うことなく酒田に入った。
その後、茂昌は山形、福島を経て明治元年（1868年）11月12日に東京に到着、20日に品川より汽船に乗って25日に武雄に凱旋した。またその勲功を称え、明治新政府より金5,000両を下賜されている。

### 明治維新後の茂昌
茂昌は維新後も佐賀藩の請役の地位にあったが、藩政大改革を推進すべきとの藩内文政派の意見に反対して請役を辞し、明治2年（1869年）に佐賀から武雄に退去している。明治3年（1870年）に政府より上京を命ぜられ、兵部省で陸軍兵部大輔（陸軍少将）に就くことを勧められたが、「西郷隆盛が陸軍大将で、自分が陸軍少将では嫌だ」という理由で辞退し、武雄に戻る。明治4年（1871年）にも、佐賀藩主・鍋島直大（茂実）から東京に招かれ任官を勧められたが固辞して武雄に戻り、以後武雄で生涯を送る。
明治7年（1874年）2月、江藤新平や島義勇（茂昌の従兄弟）を中心に、佐賀県士族が佐賀の乱を起こす。乱の発生前には茂昌に対しても協力要請がなされたが、武雄出身の外務少輔山口尚芳の助言もあり茂昌は慎重な姿勢を崩さず、乱への加担を断っている。
2月14日、乱が本格化すると、反乱軍から武雄が戦闘に加わらなければ攻撃すると脅され、やむなく64名を反乱軍に送っている。一方で、武雄から長崎に家臣を派遣して大村藩、長崎県参事、出張してきていた司法省検事などに、乱に積極的に加わったわけではないことを説明し、乱にこれ以上加担しないことを約束している。26日、反乱軍鎮定の任を帯びた山口尚芳が長崎を経て武雄に着任、これにより武雄は政府軍側に属すことになった。茂昌は反乱軍に兵の派遣を強要され兵を出してしまったため、反乱の鎮圧後、謝罪文を提出、3月13日に佐賀の裁判所の尋問を受けている。その後もさまざまな取調べを経た後、4月21日、「逆徒に脅迫されその暴動を受けることを恐れ、一同協議の上一時出兵したけれども、政府軍に抵抗することなく、ついに賊軍を脱出し、まったくこれに与した事実がなかった」ことから、非常の特典として罪を免ぜられた。
昭和10年（1935年）、武雄鍋島家邸内で大砲18門と多数の小銃・刀剣が発掘されたが、これらは、佐賀の乱の後、政府から疑われないよう隠して埋めた武器だと考えられている。また弾薬の多くは、明治維新後そのまま火薬庫に保管していたようであり、明治31年（1898年）、この退蔵火薬の存在が「男爵鍋島茂昌火薬密蔵事件」として問題になっている。
茂昌は武雄では野に出て乗馬を試み、屋敷では謡曲や能楽を趣味としていたとされる。しかし、軍事についての関心は高かったようで、例えば明治27年（1894年）の日清戦争の際は、清国の李鴻章の戦略が甚だ稚拙であり、「李鴻章が遊軍を編成して函館や新潟を襲撃し鹿児島に出没でもすれば、日本は半分の兵力も敵地に送れなかっただろう」と述べたと言われている。
明治30年（1897年）、初めて洋装をして明治天皇に30年ぶりに拝謁し、維新時の勲功をもって男爵の地位を授けられた。
明治43年（1910年）、死去。

## 系譜
- 父：鍋島茂義（1800-1863）
- 母：不詳
- 正室：郁 - 諫早茂洪娘
- 生母不明の子女
  - 男子：鍋島英昌
  - 男子：鍋島精次郎
  - 女子：牧千代 - 宮内省侍医寮御用掛小山善夫人
  - 女子

## 栄典
- 1903年（明治36年）12月11日 - 正五位[3]